# هنري كلاي ماكدويل
هنري كلاي ماكدويل (بالإنجليزية: Henry Clay McDowell)‏ هو شخصية أعمال أمريكي، ولد في 9 فبراير 1832 في نيويورك في الولايات المتحدة، وتوفي في 18 نوفمبر 1899 في ليكسينغتون في الولايات المتحدة.